# IC 3429
IC 3429 ist eine Galaxie vom Hubble-Typ S pec im Sternbild Coma Berenices. Die Entfernung zur Milchstraße beträgt schätzungsweise 887 Millionen Lichtjahre.
Entdeckt wurde das Objekt am 23. März 1903 vom deutschen Astronomen Max Wolf.